# Грицаев, Сергей Сергеевич
Сергей Сергеевич Грицаев (10 мая 1961, Целиноград, Казахская ССР, СССР — 18 мая 1996, Кокшетау, Казахстан) — советский и казахстанский футболист. Воспитанник группы подготовки при команде «Целинник» Целиноград.

## Карьера
Карьеру начал в 1977 году в «Целиннике». В 1980 году проходил армейскую службу, далее вновь начал играть за родную команду. В 1983 году был отчислен за нарушение спортивного режима.
В 1985 году забил 18 голов за «Экибастузец», что являлось на тот моментом рекордом команды за один сезон.
В 1990 году вернулся в «Целинник». В 1992 году первым в истории забивает гол за «Целинник» в чемпионате Казахстана, также в этом году первым в Казахстане в одном матче забил 5 мячей.
В 1994 году играл в российской команде «Звезда» Пермь. В 1995 году перешёл в «Амкар», где стал первым автором гола в официальном матче.
В 1996 году во время матча за «Кокше» у Грицаева остановилось сердце.